# Christina Elm
Christina Elm (født 16. juni 1995) er en dansk håndboldspiller. Hun spiller for franske Chevigny Saint Sauveur og har tidligere optrådt kort for Danmarks kvindehåndboldlandshold. Hun har op til flere U-landsholdskampe på CV'et, som blandt andet også tæller EM-bronze.